# Jürgen Wohlers
Jürgen Wohlers (* 27. Juni 1945 in Wolfenbüttel) ist ein ehemaliger deutscher Basketball-Nationalspieler. Er war Teilnehmer der XX. Olympischen Sommerspiele 1972 in München und bis 1995 Rekordnationalspieler des Deutschen Basketball Bundes (DBB).

## Leben
Jürgen Wohlers begann seine Karriere in Jugendmannschaften des MTV Wolfenbüttel. 1963 wurde er mit dem MTV unter der Leitung von Trainer Klaus Nürnberger deutscher Jugendmeister. Dank seiner Leistungen bei der Endrunde wurde er von Bundestrainer Yakovos Bilek in die bundesdeutsche A-Nationalmannschaft berufen, obwohl der zu diesem Zeitpunkt noch nie ein Spiel im Herrenbereich bestritten hatte. Wohlers spielte fast während seiner gesamten sportlichen Laufbahn für seinen Heimatverein. Lediglich für jeweils eine Saison war er für den Oldenburger TB, später den USC München aktiv. 1972 gewann er mit dem MTV Wolfenbüttel den DBB-Pokal, 1975/1976 belegte der 1,99 Meter große Flügelspieler mit seinem Verein in Meisterschaft und DBB-Pokal den zweiten Rang hinter dem TuS 04 Leverkusen. Wohlers war nach Einschätzung Klaus Nürnbergers zusammen mit Volkmar Knopke in dieser Zeit der herausragende Spieler der MTV-Mannschaft. Während Knopke ein Naturtalent gewesen sei, habe sich Wohlers seinen Erfolg durch unermüdliche Trainingsarbeit erkämpft.
Wohlers war einer von sieben Olympiateilnehmern des DBB, die bereits im Herbst 1968 in den fünfzigköpfigen „Olympiakader 1972“ für das Basketballturnier der Olympischen Sommerspiele 1972 in München berufen wurden. Unter der Verantwortung der Bundestrainer Miloslav Kříž und Günter Hagedorn spielte er mit der DBB-Nationalmannschaft im Mai 1969 das Qualifikationsturnier zur FIBA Europameisterschaft 1969 in Thessaloniki (Griechenland) und mit Bundestrainer Theodor Schober im September 1971 die FIBA Europameisterschaft 1971 in Deutschland, mit dem DBB als Ausrichter und Gastgeber. Bei den Olympischen Sommerspielen 1972 war Wohlers Kapitän der deutschen Basketballmannschaft. Er wirkte in allen neun Spielen der DBB-Auswahl mit und erzielte 67 Punkte, bei 36 gegen ihn gepfiffenen Fouls. Wohlers selbst bezeichnete Olympia '72 samt Einmarsch bei der Eröffnungsfeier ins Stadion als den Höhepunkt seiner Nationalmannschaftszeit.
Insgesamt bestritt Wohlers 174 Länderspiele in der A-Nationalmannschaft des DBB, neben zahlreichen Einsätzen in den Jugend- und B-Nationalmannschaften. Als Rekordnationalspieler des DBB wurde er erst 1995 von Hansi Gnad abgelöst, der zum Zeitpunkt der Beendigung seiner Basketballerkarriere im Jahr 1998 181 Einsätze in der A-Nationalmannschaft aufwies.
Nach dem Ende seiner Zeit als Basketball-Bundesligaspieler blieb Wohlers sportlich tätig, auch als Maxi-Basketballer für seinen Verein MTV Wolfenbüttel. Mit seinen Basketballkameraden aus dem Kreis ehemaliger Ligaspieler nahm er im Altherrenalter regelmäßig an Bundesbestenspielen teil und wurde mehrmals deutscher Meister. 2023 gehörte er der deutschen Auswahl an, die in Argentinien an der Weltmeisterschaft der Altersklasse Ü75 teilnahm.
Die Kinder von Jürgen Wohlers, Viktoria und Moritz, wurden ebenfalls Basketballspieler. Moritz Wohlers spielte 2008/2009 in der Basketball-Bundesliga bei den Eisbären Bremerhaven.